# Орлово (Сливенська область)
О́рлово (болг. Орлово) — село в Сливенській області Болгарії. Входить до складу общини Котел.

## Населення
За даними перепису населення 2011 року у селі проживали 173 особи, з них 167 осіб (97,7 %) — турки.
Розподіл населення за віком у 2011 році:
Динаміка населення: